# Giuseppe Felici (fotografo)
Giuseppe Felici (Cagli, 1839 – Roma, 12 marzo 1923) è stato un fotografo italiano.

## Biografia

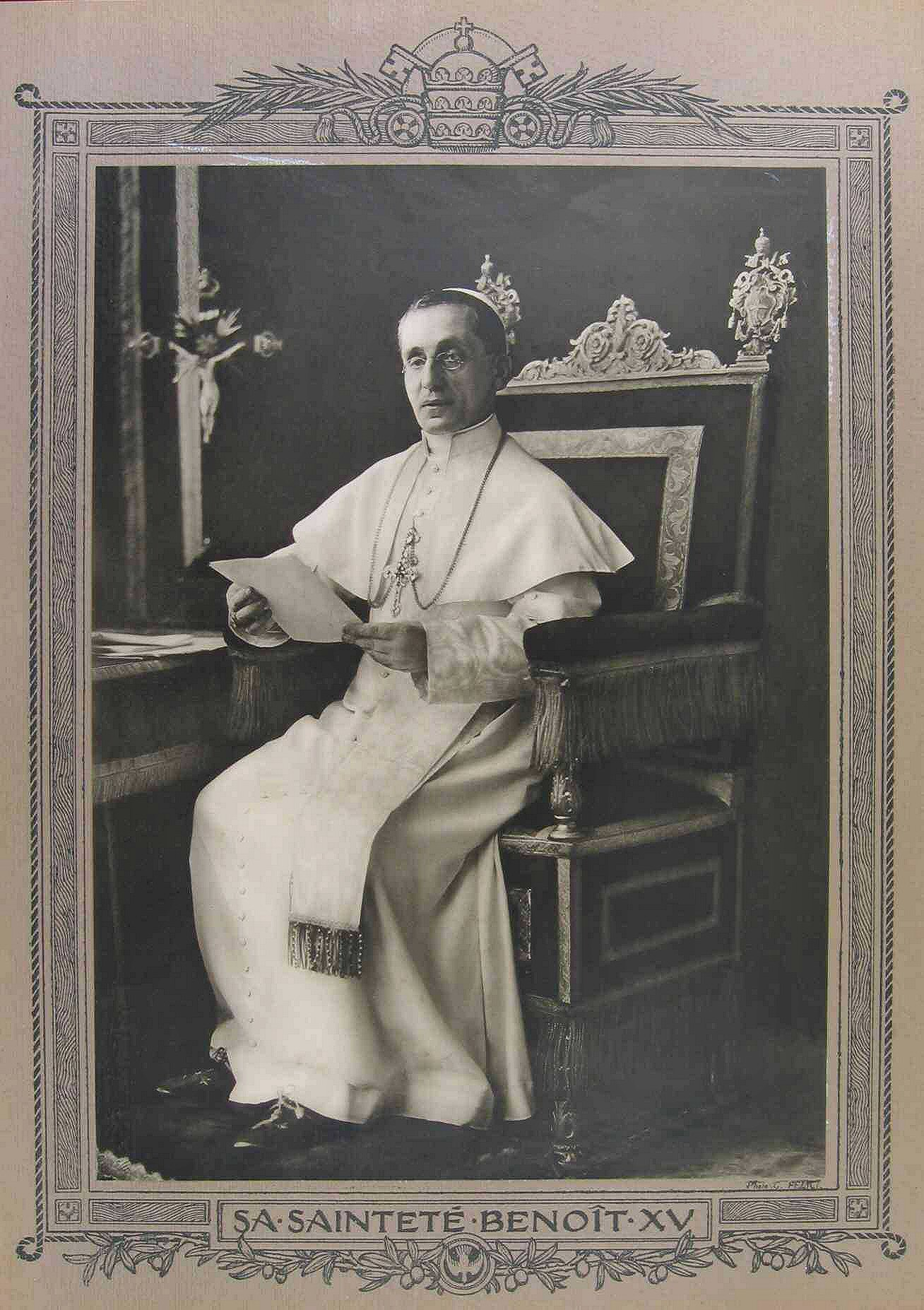
Ritratto di Benedetto XV

È noto per esser stato fotografo ufficiale di numerosi avvenimenti vaticani.
Figlio di un ricco possidente, si recò a Roma nel 1860 per studiare violino presso il conservatorio di Santa Cecilia ed intraprendere poi la carriera musicale; nell'allora capitale dello Stato Pontificio cominciò a frequentare il circolo artistico di via Margutta dove, spinto dalla sua curiosità per la tecnologia e la scienza, si avvicinò alla fotografia. I primi rudimenti per l'uso della macchina fotografica gli vennero impartiti da un amico parigino ed i suoi primi soggetti furono i paesaggi della campagna romana. Il successo riscontrato da alcuni ritratti fatti agli zuavi pontifici lo spinse ad aprire nel 1863 uno studio in via di Ripetta. Nei primi anni l'attività era rivolta soprattutto ai turisti con fotografie di paesaggi come le vedute stereoscopiche di Roma. In seguito la sua attività si orientò maggiormente verso le occasioni ufficiali sia come ritrattista che mediante campagne fotografiche. Tra le prime occasioni ufficiali documentate, si annovera il banchetto offerto a Giuseppe Garibaldi dalle società operaie presso l'anfiteatro Correa il 14 febbraio 1875. Nel 1870 realizzò una serie di fotografie dei disegni di V. Vecchi denominata Collezione istorica dei concili ecumenici che fu premiata con la medaglia d'oro nel 1888 in occasione dell'Esposizione mondiale vaticana. Nella stessa occasione fu nominato "fotografo pontificio".
Fra il maggio ed il 18 novembre 1892 Felici scattò una serie di fotografie per documentare i lavori di scavo e ristrutturazione di Ponte Sant'Angelo, commissionategli dall'Ufficio regionale per la conservazione dei monumenti delle province di Aquila, Roma e Chieti. Su queste fotografie vi fu in seguito una disputa contrattuale in quanto il ministero della Pubblica Istruzione gli ingiunse la consegna sia delle copie che delle lastre ed il divieto di trarne copie per la vendita al pubblico.
Artista poliedrico, riuscì a coniugare il suo interesse originario per la musica all'attività di fotografo, continuando a comporre ed ideando un innovativo sistema fotografico definito "Musica in Portafoglio", che consisteva nel ridurre pagine di musica al formato della "carte da visite". Alcuni interessanti esemplari di questo nuovo sistema sono conservati all'Archivio di Stato di Roma.
Nel 1892 Felici ricevette la concessione del diritto di esclusiva sulle immagini relative al pontefice ed alla sua corte. Fra i principali avvenimenti documentati si annoverano la visita al papa Leone XIII di Guglielmo II di Germania il 3 maggio 1903, l'elezione di papa Pio X nell'agosto 1903, il conclave per l'elezione di papa Benedetto XV nel 1914.
Fin dai primi anni del '900 Giuseppe il lavoro veniva svolto anche dal figlio Alberto (Roma, 8/9/1871-Roma, 17/2/1950) che documentò la firma dei Patti Lateranensi del 1929. Sempre nel 1929 ebbe avvio nell'azienda di famiglia del figlio Luigi (Roma, 19/10/1907-Roma, 27/10/1972) che Alberto aveva avuto dal matrimonio con Caterina Sneider, figlia di Costantino, architetto e ingegnere dei Sacri Palazzi apostolici. Luigi nel 1931 fece le riprese di onde corte di Guglielmo Marconi sui tetti vaticani alla presenza del papa Pio XI. Successivamente Luigi seguì i vari pellegrinaggi dei papi e le attività quotidiane della Santa Sede.
L'attività dello studio fotografico, portata avanti dai discendenti per generazioni, è cessata nel 2015 per volontà di Papa Francesco.